# Leontopodium nivale
La stella alpina dell'Appennino (Leontopodium nivale (Ten.) A.Huet ex Hand.-Mazz., 1927) è una specie di pianta angiosperma dicotiledone della famiglia delle Asteraceae (sottofamiglia Asteroideae).

## Etimologia
Il nome generico (Leontopodium) significa letteralmente "piede leonino", ed è un adattamento latino del greco leontopódion (λεοντοπόδιον) da léon (= "leone") e pódion (= "piede"), facendo riferimento alla forma dei capolini fiorali simili ad una zampa di leone. L'epiteto specifico ("nivale") indica un habitat montano di alta quota in presenza abbastanza frequente della neve.
Il nome scientifico della specie è stato definito dai botanici Michele Tenore (1780-1861), Alfred Huet du Pavillon (1829-1907) e Heinrich Raphael Eduard Handel-Mazzetti (1882-1940) nella pubblicazione "Beihefte zum Botanischen Centralblatt. Abt. 2, Systematik, Pflanzengeographie, angewandte Botanik. Kassel, Dresden" (Beih. Bot. Centralbl., Abt. 2. 44(2): 137) del 1927.

## Descrizione

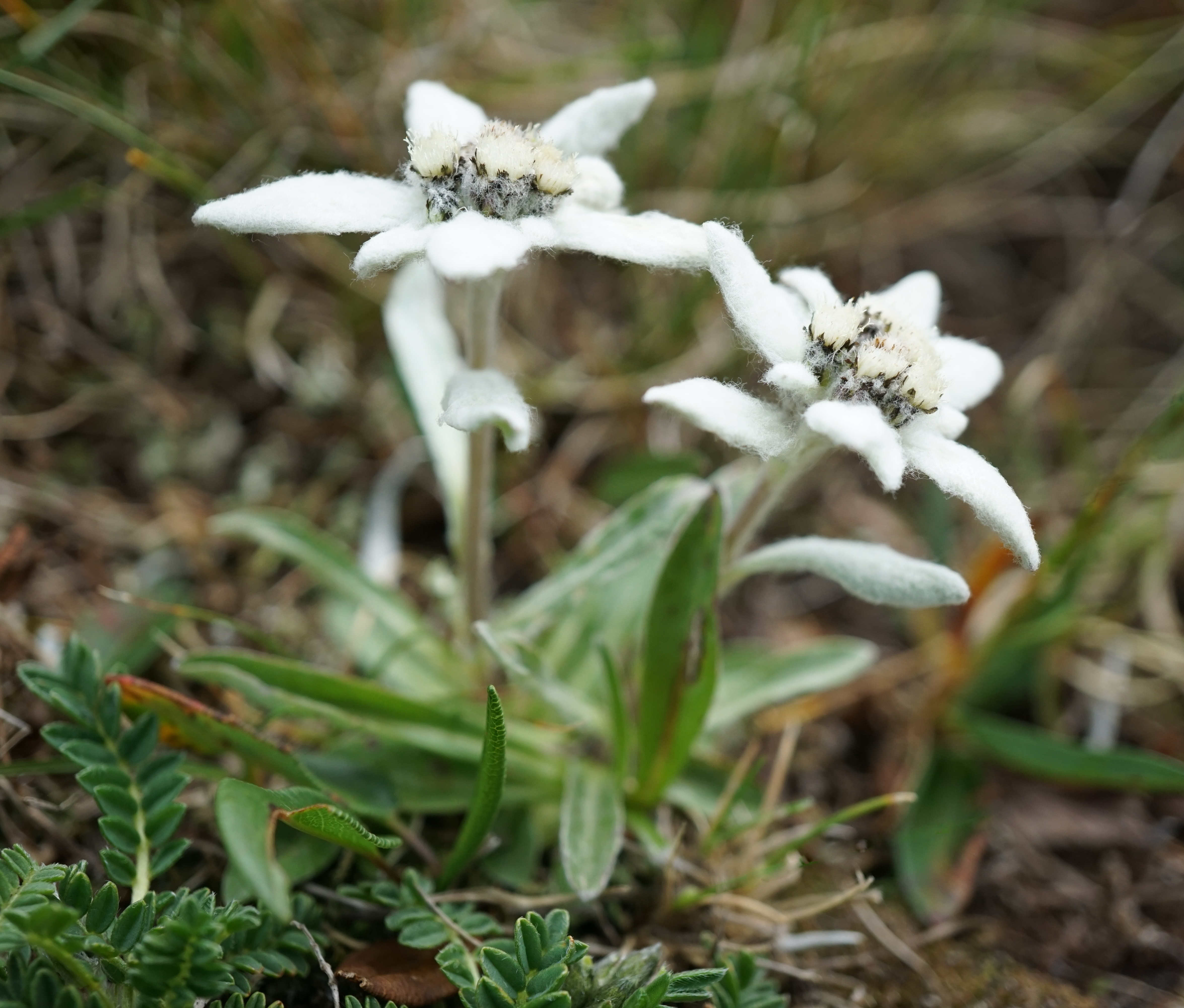
Il portamento

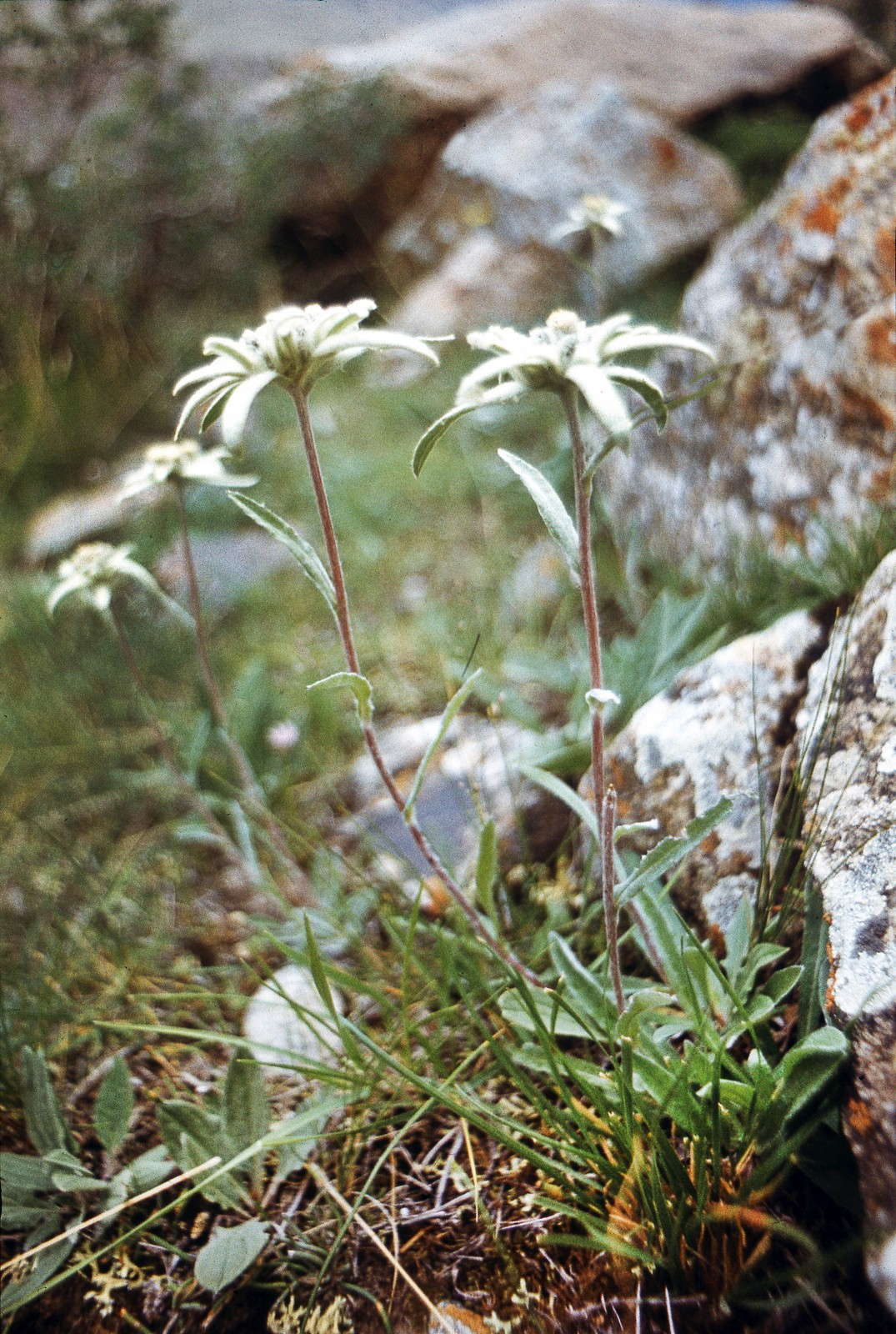
Le foglie

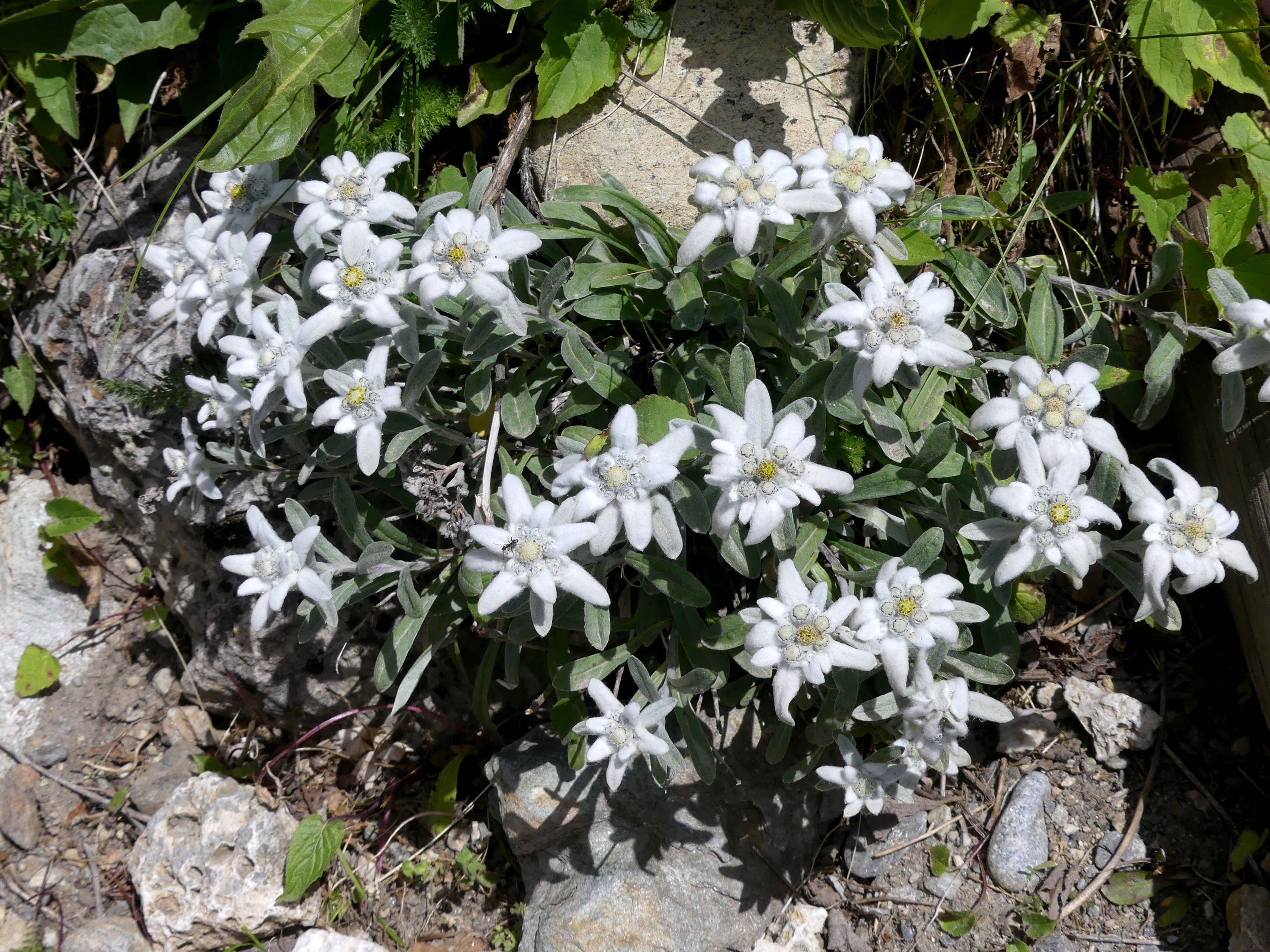
Infiorescenza

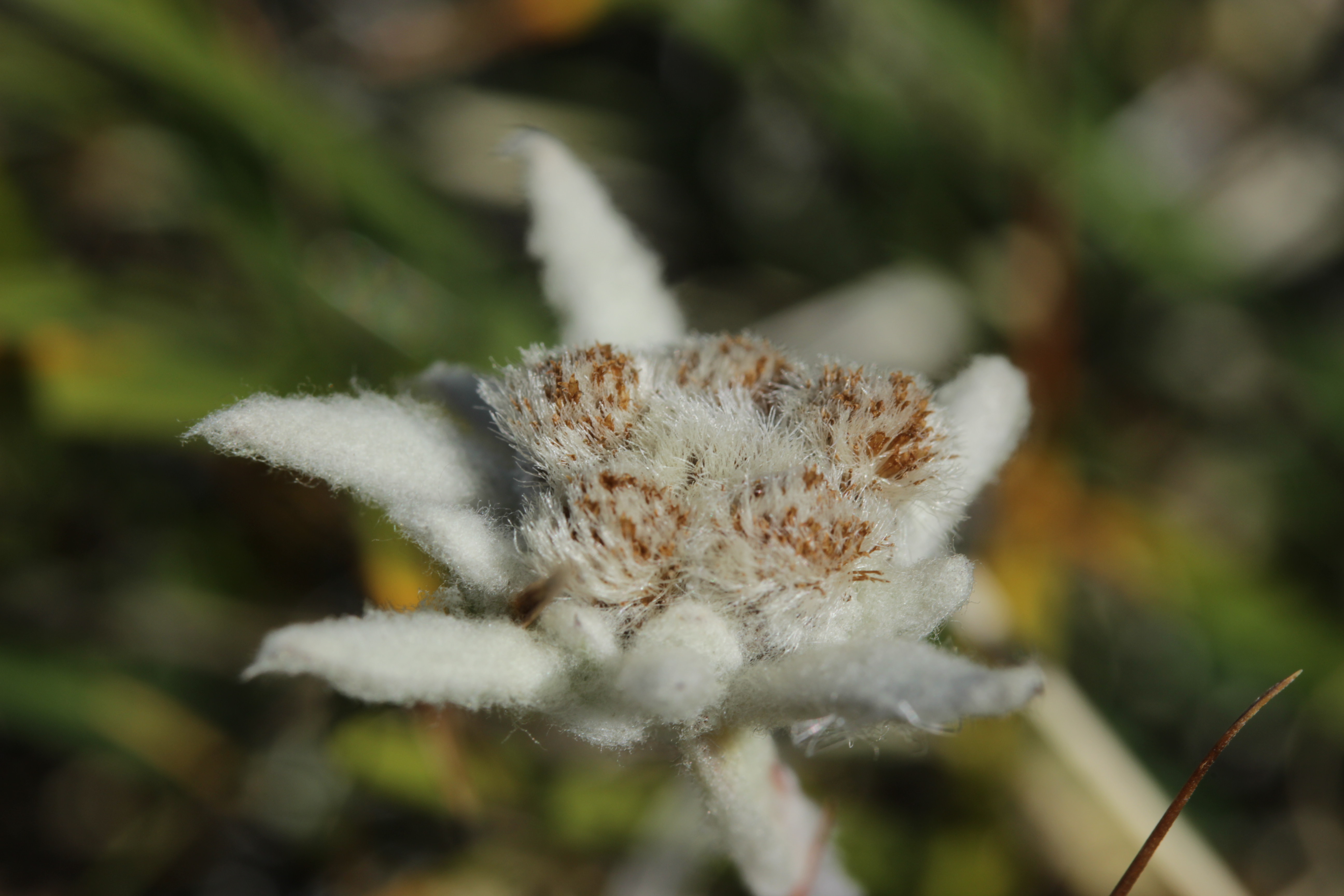
I fiori

Habitus. La specie di questa voce ha un habitus di tipo erbaceo perenne. La forma biologica tipica è emicriptofita scaposa (H scap), ossia sono piante perenni, con gemme svernanti al livello del suolo e protette generalmente dalla neve, dotate di un asse fiorale eretto e spesso con poche foglie. In genere queste specie sono riccamente lanose per limitare l'eccessiva traspirazione in quanto la maggior parte sono originarie di habitat aridi e secchi. Più il sole è intenso, più si ricoprono della fitta inconfondibile lanugine bianco-argento che rende questo fiore così amabile, tenero e morbido all'aspetto. I cauli di queste piante sono provvisti del floema, ma non di canali resiniferi; mentre i sesquiterpeni lattoni sono normalmente assenti (piante senza lattice).
Radici. Le radici sono secondarie da rizoma.
Fusto. Altezza media: da 1 a 15 cm.
- Parte ipogea: la parte sotterranea del fusto consiste in un rizoma.
- Parte epigea: la parte aerea è ascendente, eretta e semplice con poche foglie. In basso può essere legnoso.

Foglie. Le foglie sono sia basali che cauline. Quelle basali formano una rosetta. Sono sessili, intere (margini continui), piatte con forme da spatolate a oblanceolato-lineari. Entrambe le superfici possono essere tomentose. Dimensione delle foglie: 4-6 x 12-40 mm.
Infiorescenza. Le sinflorescenze sono composte da un capolino centrale circondato da altri 5 capolini minori. I capolini sono sottesi da 9-15 vistose foglie bratteali lanceolate, patenti, disposte a stella; la superficie in genere è bianco-lanosa e sono molto più lunghe del diametro del glomerulo di capolini: in effetti è la parte più caratteristica della pianta (assolve alla funzione vessillifera rispetto agli insetti impollinatori). Le infiorescenze vere e proprie sono formate da un capolino terminale peduncolato di tipo disciforme (con fiori eterogami). I capolini sono formati da un involucro, con forme ovoidi all'interno del quale un ricettacolo ha la funzione di raccogliere la base dei fiori. Le brattee dell'involucro, a consistenza cartacea, sono colorate di marrone scuro (annerite all'apice) e disposte su più serie e sono essere connate alla base (strati di stereoma indiviso);  talora possono avere un margine ialino. Il ricettacolo è nudo ossia senza pagliette a protezione della base dei fiori; la forma normalmente è piatta o conica. Diametro dell'infiorescenza: 3-4 cm. Diametro dell'involucro: 4-5 mm.
Fiori.  I fiori sono tetra-ciclici (formati cioè da 4 verticilli: calice – corolla – androceo – gineceo) e pentameri (calice e corolla formati da 5 elementi). Sono inoltre tubulosi, attinomorfi e si distinguono in:
- fiori del disco esterni: sono femminili e filiformi; lunghezza dei fiori 3 mm.
- fiori del disco centrali: sono funzionalmente maschili per aborto degli organi del gineceo oppure talvolta sono ermafroditi; le forme sono tubulari;

In questo gruppo di piante i fiori radiati (ligulati o del raggio) sono assenti; a volte sono confusi con i fiori femminili (tubulosi) del disco esterno più o meno sub-zigomorfi con un lembo piatto e possono essere interpretati come fiori del raggio.
- Formula fiorale:

*/x K {\displaystyle \infty }, [C (5), A (5)], G 2 (infero), achenio
- Calice: i sepali del calice sono ridotti ad una coroncina di squame.
- Corolla: la forma della corolla normalmente è tubolare con 5 lobi (raramente 4); i lobi hanno delle forme da lanceolate o deltate a lineari. I colori della corolla sono da giallastro a bianco.
- Androceo: l'androceo è formato da 5 stami sorretti da filamenti generalmente liberi; gli stami sono connati e formano un manicotto circondante lo stilo; le teche (produttrici del polline) sono prive di sperone, ma hanno la coda (una sola); le appendici apicali delle antere hanno delle forme piatte; il tessuto endoteciale (rivestimento interno dell'antera) è quasi sempre polarizzato (con due superfici distinte: una verso l'esterno e una verso l'interno). Il polline è di tipo echinato (con punte sporgenti) a forma sferica è formato inoltre da due strati di ectesine, mentre lo strato basale è spesso e regolarmente perforato (tipo “gnafaloide”).[8]
- Gineceo: l'ovario è infero uniloculare formato da 2 carpelli. Lo stilo (il recettore del polline) è intero o biforcato con due stigmi nella parte apicale. Gli stigmi hanno una forma troncata; possono essere ricoperti da minute papille o avere dei penicilli apicali o dorsali. Le superfici stigmatiche sono separate.[8]
- Antesi: da giugno a luglio (agosto).

Frutti. Dopo la prolungata fioritura, le brattee appassiscono lasciando i capolini femminili fecondati pronti a far maturare i semi. I frutti sono degli acheni granulosi a forma oblungo-ellissoide. Il pappo di colore paglierino è dimorfico e si differenzia in setole capillari nei fiori femminili e setole clavate in quelli maschili. Le setole sono connate alla base in un anello. Lunghezza degli acheni: 1,3 mm. Lunghezza del pappo: 4-6 mm.

## Biologia
Impollinazione: tramite insetti (impollinazione entomogama tramite farfalle diurne e notturne).

Riproduzione: la fecondazione avviene fondamentalmente tramite l'impollinazione dei fiori.

Dispersione: i semi cadono a terra e vengono dispersi soprattutto da insetti come formiche (disseminazione mirmecoria). Un altro tipo di dispersione è zoocoria: gli uncini delle brattee dell'involucro (se presenti) si agganciano ai peli degli animali di passaggio che portano così i semi anche su lunghe distanze. Inoltre per merito del pappo il vento può trasportare i semi anche per alcuni chilometri (disseminazione anemocora).

## Distribuzione e habitat
Geoelemento: il tipo corologico (area di origine) è Orofita Eurasiatico. Nella "Flora d'Italia" il tipo corologico descritto è Subendemico con forme simili ad alcune specie del Montenegro.
Distribuzione: in Italia la specie principale si trova negli Appennini (Majella, Gran Sasso, Monti Sibillini, Pizzo di Sevo nei Monti della Laga, Monte Greco nel Parco Nazionale d'Abruzzo, Monte Terminillo); mentre nelle Alpi è presente la subsp. alpinum. Altrove è presente dalla Penisola Iberica all'Ucraina.
Habitat: l'habitat preferito per queste piante sono i pascoli e le rupi.
Distribuzione altitudinale: sui rilievi queste piante si possono trovare fino a quote comprese tra 1500 e 2800 m s.l.m..

## Tassonomia
La famiglia di appartenenza di questa voce (Asteraceae o Compositae, nomen conservandum) probabilmente originaria del Sud America, è la più numerosa del mondo vegetale, comprende oltre 23000 specie distribuite su 1535 generi, oppure 22750 specie e 1530 generi secondo altre fonti (una delle checklist più aggiornata elenca fino a 1679 generi). La famiglia attualmente (2021) è divisa in 16 sottofamiglie; la sottofamiglia Asteroideae è una di queste e rappresenta l'evoluzione più recente di tutta la famiglia.

### Filogenesi
Il genere della specie di questa voce è descritto nella tribù Gnaphalieae (una delle 21 tribù della sottofamiglia Asteroideae) e in particolare nella sottotribù Gnaphaliinae. Da un punto di vista filogenetico, la tribù Gnaphalieae fa parte del supergruppo (o sottofamiglia) "Asteroideae grade"; l'altro è il supergruppo "Non-Asteroideae" contenente il resto delle sottofamiglie delle Asteraceae. All'interno del supergruppo è vicina alle tribù Senecioneae, Calenduleae, Astereae e Anthemideae.
Leontopodium appartiene al clade Flag, un gruppo informale monofiletico della sottotribù Gnaphaliinae che occupa una posizione più o meno "basale" e con il clade Australasian forma un "gruppo fratello". In questo gruppo sono presenti specie dioiche (solo fiori femminili o solo fiori maschili) e piante a portamento cusciniforme. I capolini, in formazioni corimbose o spiciformi, possono essere sottesi da foglie bratteali. Il ricettacolo in alcuni casi è squamoso.
Il "Flag clade", da un punto di vista filogenetico, può essere suddiviso in due parti: il "Lucilia group" basato sui tricomi degli acheni e il resto del clade (in posizione "basale") caratterizzato dalle palee ricettacolari che sottendono, e più o meno racchiudono, i fiori femminili. Il genere delle specie di questa voce appartiene al gruppo "basale" caratterizzato tra l'altro dall'assenza di tricomi. Le specie di questo genere si differenziano da quelle di Gnaphalium per le sinflorescenze composte da parecchi capolini all'apice dei fusti con una infiorescenza a sviluppo orizzontale e sottesa da foglie bratteali raggianti. I singoli capolini spesso sono solo femminili o solo maschili.
All'interno del genere sono stati individuati una decina di gruppi suddivisi tra due sezioni (sect. Alpina e sect. Nobilia). La specie di questa voce appartiene al gruppo "A" della sect. Alpina comprende tre popolazioni europee: una in Svizzera (e quindi nelle Alpi e Appennini) e due in Bulgaria).
Il numero cromosomico della specie è: 2n = 48 e 52.

### Variabilità
Per questa specie sono riconosciute le seguenti sottospecie:
- Leontopodium nivale subsp. alpinum (Cass.) Greuter, 2003 - Distribuzione: Europa montana
- Leontopodium nivale subsp. nivale - Distribuzione: Italia (Appennini) e Penisola Balcanica

### Sinonimi
Sono elencati alcuni sinonimi per questa entità:
- Gnaphalium nivale Ten.
- Leontopodium alpinum subsp. nivale  (Ten.) Tutin
- Leontopodium alpinum var. nivale  (Ten.) DC.

Sinonimi della sottospecie alpinum
- Leontopodium alpinum   Cass.
- Simlera alpina   (Cass.) Bubani
- Antennaria leontopodium   Gaertn.
- Filago krasensis   Derganc
- Filago leontopodium   L.
- Filago stellata   Lam.
- Gnaphalium krasense   Derganc
- Gnaphalium leontopodium   L.
- Gnaphalium pulchellum   Wall.
- Leontopodium alpinum var. perinicum   Velen.
- Leontopodium helveticum   D.Don ex G.Don
- Leontopodium leontopodium   H.Karst.
- Leontopodium pirinicum   Hand.-Mazz.
- Leontopodium pulchellum   Beauverd
- Leontopodium umbellatum   Bluff & Fingerh.